# Саруль, Эдвард
Эдвард Саруль (пол. Edward Sarul; род. 16 ноября 1958, Nowy Kościół, Нижнесилезское воеводство) — польский легкоатлет, специалист по толканию ядра. Выступал за сборную Польши по лёгкой атлетике в 1977—1986 годах, чемпион мира, четырёхкратный чемпион Польши, победитель и призёр крупных международных турниров, бывший рекордсмен страны.

## Биография
Эдвард Саруль родился 16 ноября 1958 года в деревне Ястшембнике гмины Пельгжимка, Польша. Занимался лёгкой атлетикой в городах Злоторыя, Любин, Забже, представлял местные спортивные клубы.
Впервые заявил о себе на международном уровне в сезоне 1977 года, когда вошёл в состав польской сборной и выступил на юниорском европейском первенстве в Донецке, где в зачёте толкания ядра стал восьмым.
В 1979 году впервые одержал победу на чемпионате Польши в толкании ядра на открытом стадионе.
В 1980 году защитил звание национального чемпиона, выиграл серебряную медаль на международном турнире Golden Spike of Europe в Остраве.
В 1982 году в третий раз превзошёл всех соперников на чемпионате Польши, на соревнованиях в Варшаве впервые толкнул ядро за 20 метров, показав результат 20,64. Помимо этого, занял 11-е место на чемпионате Европы в помещении в Милане и на чемпионате Европы в Афинах.
В 1983 году Саруль выиграл национальное первенство в Быдгоще, став таким образом четырёхкратным чемпионом Польши в толкании ядра. Позднее на домашних соревнованиях в Сопоте установил свой личный рекорд — 21,68 метра. На то время это был 13-й результат в истории, он надолго стал национальным рекордом Польши (был превзойдён лишь спустя 26 лет Томашем Маевским). Благодаря череде успешных выступлений удостоился права защищать честь страны на впервые проводившемся чемпионате мира по лёгкой атлетике в Хельсинки, где с результатом 21,39 превзошёл всех соперников и завоевал золото. Позднее также победил на Кубке Европы в Лондоне. По итогам сезона претендовал на звание лучшего спортсмена Польши, но в конечном счёте немного уступил прыгуну тройным Здиславу Хоффману.

Вспоминаю справедливые слова В. И. Алексеева, который говорил, что только с помощью новых движений (он имел в виду новый рисунок или новый ритм движения) можно надеяться достичь небывалых ещё результатов. В технике же Саруля можно угадать детали, присущие В. Комару и У. Бейеру, а его ритм толкания (преднамеренно медленный, плавный замах и активный разгон в скачке) схож с ритмом Д. Лонга и Р. Матсона. В целом же это ещё одна копия в стиле П. О’Брайена. Пожалуй, только основную часть толчка в опоре на обеих ногах чемпион мира 1983 г. выполняет быстрее, чем его предшественники.— Отто Григалка
Рассматривался в качестве кандидата на участие в летних Олимпийских играх 1984 года в Лос-Анджелесе, однако Польша вместе с несколькими другими странами восточного блока бойкотировала эти соревнования по политическим причинам. Вместо этого Саруль выступил на альтернативном турнире «Дружба-84» в Москве — здесь толкнул ядро на 20,34 метра и занял седьмое место.
В 1986 году на домашних соревнованиях в Забже стал лучшим и установил личный рекорд в закрытых помещениях — 20,46 метра, тогда как на чемпионате Европы в помещении в Мадриде показал пятый результат.
Завершил спортивную карьеру по окончании сезона 1987 года.
За выдающиеся спортивные достижения 14 декабря 1999 года президентом Александром Квасьневским награждён Золотым Крестом Заслуги.